# Hotta Masamori
Hotta Masamori est un nom japonais traditionnel ; le nom de famille (ou le nom d'école), Hotta, précède donc le prénom (ou le nom d'artiste).
Hotta Masamori (堀田 正盛) (16 janvier 1606 - 8 juin 1651) est un daimyo du début de l'époque d'Edo de l'histoire du Japon et un personnage clé des premières décennies du shogunat Tokugawa.

## Origines
Hotta Masamori gravit les échelons du shogunat Tokugawa ; sa famille a une très courte histoire avec la famille Tokugawa avant la génération du père de Masayoshi. Celui-ci se voit accorder une allocation de 700 koku et sa maison institué comme famille hatamoto à la suite de ses services et de ceux de sa famille auprès de différents clan dont les Oda, les Toyotomi, les Maeda et les Kobayakawa. En remerciement de sa bravoure lors de la campagne d'hiver d'Osaka, Masayoshi obtient une augmentation de traitement de 1 000 koku et la famille est à ce niveau de revenu quand Masamori succède à son père à sa tête.

## Carrière
La première période de l'ascension de Hotta Masamori dans les rangs de l'administration du shogunat peut être attribuée à sa relation avec dame Kasuga, nourrice du shogun Iemitsu. En raison de ce contexte, il est proche du shogun ce qui ouvre en grand les portes de sa futur réussite. En 1626 (ère Kan'ei -3), il reçoit son premier poste en tant que capitaine koshōgumi-bangashira. Son revenu s'élève en conséquence dans la zone des 5 000 koku et 5 000 koku lui sont accordés cette même année. Il accède ainsi au rang de fudai daimyo avec un revenu de 10 000 koku annuels.
Le 23e jour du 3e mois de l'ère Kan'ei 10 (1633), il est nommé membre du rokunin-shu (qui devient le conseil des wakadoshiyori) en compagnie de Matsudaira Nobutsuna et reçoit encore 5 000 koku avec le rang qui accompagne le statut de seigneur d'un château. Masamori bénéficie par la suite d'une grande faveur de la part d'Iemitsu qui le promeut rōjū le 1er jour du 3e de l'ère Kan'ei 12 (1635). Ses revenus s'élèvent alors à 1 000 000 de koku et il reçoit le domaine de Matsumoto dans la province de Shinano. En 1642, il est transféré au domaine de Sakura dans la province de Shimotsuke, où sa famille demeure inféodée à 110 000 koku pendant le reste de l'époque d'Edo. Masamori commet junshi (suicide après la mort de l'un de la seigneur) en 1651, à l'âge de 45 ans.